# Periserica nigripennis
Periserica nigripennis är en skalbaggsart som beskrevs av Gilbert John Arrow 1916. Periserica nigripennis ingår i släktet Periserica och familjen Melolonthidae. Inga underarter finns listade i Catalogue of Life.